# Тривоги осіннього дня
«Тривоги осіннього дня» («Nerami rudens diena») — радянський художній фільм 1975 року, знятий режисером Альгімантасом Кундялісом на Литовській кіностудії.

## Сюжет
Фільм розповідає про будні Вільнюського підприємства комунального господарства. Основний конфлікт у картині відбувається між директором Валайтісом та головним інженером Буткусом, який виступає проти методів роботи директора.

## У ролях
- Баліс Браткаускас — Валайтіс
- Генрікас Кураускас — Буткус
- Альгірдас Паулавічюс — Юренас
- Гедимінас Карка — Камінскас
- Баліс Бараускас — Жиліс
- Регіна Палюкайтіте — тележурналістка
- Долореса Казрагіте — Еда, дочка Камінскаса
- Ірена Гарасімавічюте — Она Валайтене
- Нійоле Лепешкайте — Юрате, дружина Юренаса
- Регіна Арбачяускайте — Зіта
- Вітаутас Румшас — Лінас
- Біруте Діджгальвіте — мати Зіти
- Юозас Ярушявічюс — Юстас
- Вітаутас Канцлеріс — сусід
- Йонас Каваляускас — роль другого плану
- Юозас Кіселюс — працівник підприємства
- Аудроне Мейлутіте — Біруте, секретар Валайтіса
- Вітаутас Томкус — водій таксі
- Вітаутас Ейдукайтіс — роль другого плану
- Альгімантас Кундяліс — лікар
- Сергій Михайлов — епізод
- Артурас Правілоніс — епізод
- Жидре Лаукіте — дочка Юренаса
- Гражина Баландіті — сусідка
- Антанас Барчас — епізод
- Йонас Чепайтіс — епізод
- Хенріка Хокушайте — епізод
- Казіс Юрашунас — епізод
- Отонас Ланяускас — водій
- Ольга Мажейкіте-Завадскене — епізод
- Едвардас Рупшіс — шофер
- Казимірас Віткус — епізод
- Альгімантас Вощікас — епізод
- Біруте Раубайте — епізод
- Альгірдас Пінтукас — епізод
- Вікторас Валашинас — епізод
- Антанас Тарасявічюс — епізод
- Александрас Рібайтіс — епізод
- Лігія Рібайтене — епізод

## Знімальна група
- Режисер — Альгімантас Кундяліс
- Сценарист — Роберт Святополк-Мирський
- Оператор — Йонас Марцінкявічюс
- Композитор — Юлюс Андрєєвас
- Художники — Антанас Шакаліс, Йєронімас Чюпліс